# What Goes Up: Original Motion Picture Soundtrack
What Goes Up: Original Motion Picture Soundtrack è l'album della colonna sonora del film What Goes Up, commercializzato dalla casa discografica indipendente Amherst Records. Hilary Duff, protagonista del film ha inciso una canzone per la colonna sonora intitolata "Any Other Day". La canzone venne scritta dalla Duff stessa con l'aiuto di altri scrittori quali, Jonathan Glatzer and Robert Lawson, Questa canzone sarà il primo singolo dalla colonna sonora, distribuito il 29 aprile negli store di iTunes e intorno a metà maggio nelle radio americane. Il cd contiene inoltre brani di altri artisti tra cui: Roddy Bottum, Jeremy Wall, Electrelane e The Innocent Bystanders. L'album uscì in edizione limitata, in determinati stores, in Italia nell'agosto 2009 (sono state distribuite pochissime copie, infatti è un Cd rarissimo in Italia). È rientrato, inoltre, nella classifica delle migliori colonne sonore Italiane dell'estate 2009.

## Tracce
1. Any Other Day - 3:42 - Hilary Duff
2. Under Wraps - 3:44 - The Innocent Bystanders
3. A Hero Mix - 1:20 - Roddy Bottum
4. New World Anthem - 4:57 - Jeremy Wall
5. The Truth Is - 3:13 - Anthony Miranda
6. Blue Straggler - 6:51 - Electrelane
7. Jesus - 3:25 - Al Sgro & The Brendan Hines
8. Phonebooth Mix - 3:23 - Roddy Bottum
9. Two For Joy - 5:50 - Electrelane
10. Lucy On the Roof Mix - 1:28 - Roddy Bottum
11. Cut and Run - 3:30 - Electrelane
12. Campbell Walks Mix - 1:01 - Roddy Bottum
13. You Make Me Week At the Knees - 3:21 - Electrelane
14. Heroes - 6:10 - David Bowie
15. Never Comin' Back - 3:55 - The Innocent Bystanders - (iTunes bonus track)
16. Teenage Moment - 3:39 - The Innocent Bystanders - (iTunes bonus track)
17. Kids (Who Never Grew Up) - 3:18 - The Innocent Bystanders - (iTunes bonus track)